# Israeli Gay Youth
La Israeli Gay Youth (IGY) (en hebreo: ארגון נוער גאה‎, Irgun Noar Ge'eh, fue fundada en 2002 en Israel como una asociación sin ánimo de lucro dividida de la Asociación israelí de gays, lesbianas, bisexuales y transgénero (Aguda).

## Visión general
El presidente de la asociación, Yaniv Weitzman fue quien formuló la separación debida de la organización madre tras varios conflictos de gestión. Tras el establecimiento de IGY en 2002, la organización ha crecido y llega a comunidades fuera de las grandes ciudades de Jerusalén, Tel Aviv y Haifa.
IGY organiza actividades para jóvenes gais entre 15 y 18 años y entre 18 y 21 años, basadas en reuniones, grupos de apoyo y grupos temáticos: feministas, de teatro, religiosos o transgénero, que promueven el cambio social y la aceptación entre los jóvenes. Organizan fiestas, campañas de aportación de fotos y eventos culturales de todo tipo.